# Roes (motorfiets)
Roes is een historisch merk van motorfietsen.
De bedrijfsnaam was:Ets. G. Roés, Parijs.
Dit was een Frans merk dat motorfietsen met 98- en 123 cc tweetaktmotoren produceerde. De productie begon in 1932, maar werd al in 1934 beëindigd.